# 병력
환자의 병력(病歷, medical history, case history, 특히 역사적으로 anamnesis, 줄여서 Hx)은 진단을 공식화하고 환자에게 의료를 제공하는데 도움을 줄 목적으로, 환자 또는 적절한 정보를 제공할 수 있는 지인에게 몇 가지 질문을 물어봄으로써 이를 토대로 의사가 제공하는 정보이다.

## 같이 보기
- 진료 기록(medical record)